# سبقاق
سبقاق (به عربی: سبقاق) یک شهرداری در الجزایر است که در استان الاغواط واقع شده‌است. سبقاق ۳۸۵ کیلومتر مربع مساحت و ۵٬۹۸۱ نفر جمعیت دارد.